# Francisco Villarroel
Francisco Villarroel (Caracas, 5 de maio de 1965) é um advogado, escritor, roteirista e produtor de cinema venezuelano, mais conhecido pelo filme Dois outonos em Paris, de 2019, que é a adaptação cinematográfica de seu romance homônimo de 2007.

## Resenha biográfica
Nasceu em Caracas, Venezuela, em 5 de maio de 1965. Formou-se em Direito pela Universidade de Santa Maria, realizando pós-graduação e mestrado na França e em Malta. É Doutor e Professor Emérito da Caribbean Maritime University. Por mais de trinta anos dedicou-se à advocacia e ao ensino universitário, publicando livros sobre direito marítimo e direito internacional. De 2007 a 2013 foi Presidente da Associação Venezuelana de Direito Marítimo e foi distinguido como Membro Titular do Comitê Marítimo Internacional.
Em 2007 publicou seu primeiro romance, que se transformou em filme Dois outonos em Paris em 2019, ao qual se seguiu seu segundo romance Tango Bar, publicado em 2018, que foi adaptado para um filme com o mesmo nome em 2024. Como ator, roteirista e produtor de cinema, fez os filmes que foram adaptados de seus romances.